# Aurélien Joanin
Aurélien Joanin dit Jojo est né le 22 novembre 1978  à Saint-Étienne. Batteur de NopaJam depuis 1997, il s'en éloigne rapidement pour rejoindre Mickaël Furnon au sein de Mickey 3D. 

## Collaborations
- 2003 : composition de plusieurs musiques pour l'album La cuisine d'Yvan Marc.
- 2005 : arrangements de trois morceaux pour l'album Bienvenue au club de Kent.